# Equilibrio acido-base
L'espressione equilibrio acido-base, in biologia, indica l'insieme dei processi fisiologici che l'organismo mette in atto per mantenere al suo interno un livello di acidità compatibile con lo svolgimento delle principali funzioni metaboliche.
Quando si verificano alterazioni del volume d'acqua corporea, degli elettroliti o del pH ematico, l'organismo reagisce secondo un ordine di priorità, che privilegia innanzitutto l'elettroneutralità, poi il volume (con la regolazione renale di sodio e acqua), e infine l'equilibrio acido-base.
Le reazioni enzimatiche multiple e necessarie al funzionamento dell'organismo umano dipendono dal mantenimento del pH del sangue entro valori compresi tra 7,35 e 7,45; grazie ai processi di equilibrio acido-base, il pH del sangue è mantenuto nella norma.

## Generalità
| pO2   | 80-100 mmHg   |
| pCO2  | 35-45 mmHg    |
| HCO3- | 22-26 mEq/L   |
| Cl-   | 95-105 mEq/L  |
| Na+   | 135-145 mEq/L |
| K+    | 3,5-5,0 mEq/L |

Molte reazioni chimiche sono influenzate dall'acidità della soluzione in cui esse avvengono. Affinché una reazione possa avvenire, o possa avvenire con una determinata velocità si deve controllare il pH al quale la reazione avviene. Tale controllo è esercitato dalle soluzioni tampone che hanno la caratteristica di opporsi a drastiche variazioni di pH dopo l'aggiunta o la rimozione di piccole quantità ioni H+ o OH-. Le reazioni biochimiche sono particolarmente sensibili al pH, infatti le molecole biologiche contengono gruppi di atomi che possono caricarsi o essere neutri in funzione del pH e ciò ha effetto sull'attività biologica della molecola. Negli organismi pluricellulari il fluido all’interno della cellula e i fluidi che circondano le cellule hanno un pH caratteristico e praticamente costante che viene mantenuto da sistemi tampone biologici come il sistema di idrogeno fosfato e il sistema acido carbonico.
Gli acidi (secondo la definizione di Arrhenius) sono sostanze che liberano ioni H+ quando sono in soluzione acquosa. Le basi, invece, sono sostanze che liberano ioni OH-. Il grado di acidità si misura tramite il pH, su una scala che va da 0 a 14.
Il pH si definisce come il logaritmo negativo in base 10 della concentrazione di ioni di idrogeno libero in moli per litro.
{\displaystyle pH=-\log _{10}[H^{+}]}
Nell'acqua pura la quantità di protoni H+ è perfettamente pari e bilanciata da quella degli anioni OH-, di segno opposto. Per entrambi gli ioni la concentrazione è di 10−7 moli per litro, ragion per cui il pH dell'acqua pura corrisponde a {\displaystyle pH=-\log _{10}10^{-7}}, ossia a {\displaystyle 7}. Le variazioni nelle concentrazioni di H+ e OH- sono legate, poiché la somma del pH e del pOH darà sempre 14 in soluzione acquosa. Se in una soluzione prevalgono gli ioni H+ (per aggiunta di acidi o sottrazione di basi) essa diventerà acida e il suo pH si abbasserà a valori che vanno da meno di 7 a 1. Al contrario, il prevalere degli ioni OH- e il diminuire dei protoni comporterà la reazione basica (o alcalina) della soluzione, con un innalzamento del pH verso valori che andranno da più di 7 a 14.
L'organismo umano è costituito in massima parte da acqua in cui sono disciolte svariate sostanze. La maggiore o minor acidità di una soluzione è determinata dalla concentrazione degli ioni idrogeno H+ (o protoni idrogeno) in essa disciolti. Questi ioni si legano alle molecole di acqua H2O formando ioni idronio H3O+. La misurazione della concentrazione degli ioni idronio consente pertanto di valutare il grado di acidità della soluzione. Per semplificare i calcoli si utilizza come valore il pH.

## Considerazioni alla base del compenso acido base

Il trasporto dell'anidride carbonica si può far partire dal mitocondrio che emette CO_{2}, che viene idratata a H_{2}CO_{3}, trasportata nel sangue fino a giungere al polmone e scindersi in H_{2}O e CO_{2}. L'ossigeno invece passa i polmoni e si lega all'emoglobina.

È fondamentale capire che la respirazione tissutale è rifornita da:
- apporto di ossigeno dai polmoni ai tessuti, ottenuto con il trasporto, nel sangue, di O2 legata all'emoglobina.
- trasporto di CO2 dai tessuti ai polmoni, ottenuto con il trasporto, nel sangue, di CO2 sotto forma di H2CO3 che sarà escreta con l'espirazione dopo scissione.

Infatti la CO2 è trasportata per lo più idratata enzimaticamente (grazie all'anidrasi carbonica, presente nei globuli rossi) ad acido carbonico H2CO3, che si dissocia, al livello dei capillari polmonari spontaneamente in HCO3- + H+.
{\displaystyle \mathrm {CO_{2}} +\mathrm {H_{2}O} \leftrightharpoons \mathrm {H_{2}CO_{3}} \leftrightharpoons \mathrm {HCO_{3}^{-}} +\mathrm {H^{+}} \;}
Quindi gli HCO3-, detti ioni idrogenocarbonati, da una parte sono i vettori per secernere la CO2 (trasportandola dalla periferia ovvero tutti i tessuti come muscoli, cuore, cervello...), dall'altra sono utilizzati per mantenere stabile il valore del pH.
Il mantenimento del pH nell'intervallo di normalità alla pressione parziale della CO2 (circa 40 mmHg) necessita (in condizioni di perfetto equilibrio e sanità) di una quantità di bicarbonati di circa 24 mEq/litro nel sangue. Ogni variazione degli ioni di idrogeno e bicarbonato o dell'anidride carbonica determinano una alterazione di questo equilibrio con spostamenti a sinistra o a destra (della formula soprariportata), che dovranno essere corretti dai vari sistemi tampone dell'organismo.
In pratica in periferia, dove si consuma O2 e si produce CO2 (in conseguenza del lavoro muscolare o di qualsiasi altro organo) quest'ultima, nel sangue, viene idratata ad acido carbonico (H2CO3), il quale si scinde in H+ e HCO3- e viene trasportata ai polmoni per essere eliminata con l'espirazione.

## Sistemi tampone

### Liquidi corporei
Il metabolismo dell'organismo umano deve quindi mantenere costantemente in equilibrio il pH, attraverso alcuni principali meccanismi tampone:
Nei liquidi corporei sono presenti sostanze che fungono da tampone, e che hanno comportamento anfotero, tamponando aggiunte di acidi e anche di basi. Questo sistema è il meno efficace a disposizione del corpo, ma in assoluto il più rapido. Nei liquidi corporei troviamo:
- Ioni fosfato: elementi adeguati per un tampone. Hanno un pKa di 6,8; abbastanza vicino al pH da bloccare.
- Emoglobina: con un pKa di circa 7,4; è il più efficiente tampone poiché è in grado di catturare gli H+.
- Ione bicarbonato: presente a elevate concentrazioni. Ha un pKa di circa 6,1; tuttavia la sua concentrazione è molto elevata. Responsabile della creazione di questa sovrabbondanza di HCO3- è il rene.

### Sistema polmonare
Il polmone ha la possibilità, tramite l'espirazione, di allontanare la CO2, diminuendone la concentrazione nell'organismo. Per il principio di Le Châtelier la reazione dell'acido carbonico si muove verso sinistra, riducendo il numero di H+, e quindi l'acidità. Il processo è innescato da chemocettori che avvertono la quantità di CO2 nel sangue. Essi ne trasmettono l'eventuale eccesso ai centri superiori di controllo della ventilazione che aumenteranno la frequenza respiratoria, e di conseguenza la ventilazione. Normalmente la concentrazione di CO2 nel sangue è di 40 mmHg. Anche questo è un tampone rapido, ma non efficace al massimo. 

### Sistema renale
Il meccanismo tampone del sistema renale è il sistema più efficace ma più lento. I reni contribuiscono a mantenere l'equilibrio acido-base principalmente mediante due meccanismi: l'eliminazione di acidi (sotto varie forme) in quantità equivalente alla produzione di acidi non volatili e soprattutto il riassorbimento del bicarbonato (HCO3-). Questi processi avvengono, con diverse modalità, all'interno del tubulo renale. 

#### Riassorbimento dei bicarbonati
In seguito alla filtrazione glomerulare, grandi quantità di bicarbonato si ritrovano nel liquido tubulare a livello del tubulo prossimale. A questo livello viene riassorbito l'80% del bicarbonato filtrato dai glomeruli. Sulla membrana apicale delle cellule tubulari, infatti (a contatto con il liquido tubulare) sono presenti trasportatori che mediano lo scambio di uno ione sodio con uno ione idrogeno, così che per ogni ione sodio riassorbito nella cellula, uno ione idrogeno viene eliminato nel lume tubulare. Al tempo stesso il sangue, e dunque l'interstizio, sono carichi di CO2 che entra liberamente nella cellula del tubulo, dove l'anidrasi carbonica la trasforma in H2CO3, che si scinde spontaneamente in HCO3- e H+. Gli ioni idrogeno provenienti dalla scissione dell'acido carbonico vengono eliminati nelle urine con il meccanismo descritto in precedenza, mentre il bicarbonato viene riassorbito a livello della membrana basolaterale della cellula e passa nel sangue. Con meccanismi simili, anche l'ansa di Henle e il tubulo distale concorrono al riassorbimento del bicarbonato, contribuendo rispettivamente per il 15% e per il 5% al processo; tuttavia è importante sottolineare che nel tubulo distale (e nel dotto collettore) il riassorbimento del bicarbonato non è legato a quello del sodio, ma piuttosto a quello del potassio. Il riassorbimento del bicarbonato è regolato da diversi fattori: in particolare l'acidosi sistemica, l'ipovolemia e l'angiotensina II aumentano il riassorbimento dello ione, così come l'ipokaliemia (carenza di potassio); al contrario, questo processo è inibito dal paratormone. L'aldosterone agisce invece aumentando la secrezione di ioni idrogeno nel dotto collettore.

#### Escrezione renale di fosfati
Descritta dalla formula:
[Na++ HPO42- (escreto dal rene)] + [H+ (escreto dal rene)+ HCO3-] ⇒ H2PO4- (escreto nelle urine) +  [Na++ HCO3- (riassorbito dal rene)]
Motore di questo tampone è una pompa attiva di scambio Na+ (riassorbito) e H+ escreto.
Il fosfato rappresenta il principale sistema tampone urinario e proviene esclusivamente dagli alimenti. La regolazione della sua escrezione, però, dipende anche dal metabolismo del calcio (bilancio calcio/fosforo), ma, il concetto importante è il seguente: nel perdurare dell'acidosi, il sistema ormonale di regolazione del calcio e dei fosfati agisce sempre di più portando alle alterazioni del metabolismo calcio-fosforo e all'osteodistrofia uremica.

#### Escrezione renale di ammonio
I reni sono capaci di metabolizzare l'aminoacido glutammina nelle cellule del tubulo prossimale; nella reazione, per ogni molecola di glutammina, vengono prodotte due molecole di ammonio, indicato con NH4+, e un anione divalente. Questo processo determina inoltre, alla fine, la produzione di due molecole di bicarbonato, che viene riassorbito nel sangue. Lo ione ammonio, invece, fuoriesce dalla cellula passando nel liquido tubulare, dove si trova in equilibrio chimico con l'ammoniaca NH3; a seconda del pH del liquido prevarrà l'una o l'altra forma. Se il pH è molto basso, prevarrà lo ione ammonio, che viene eliminato con le urine; per valori di pH maggiori, invece, una parte consistente sarà sotto forma di ammoniaca, che diffonde liberamente attraverso le membrane e sarà quindi riassorbita, per cui: 
Na+R + NH3 + H+ + HCO3- → NaHCO3- (riassorbito) + NH+4R (escreto nelle urine) 
(R è un qualunque acido non volatile) (idem come sopra, nella pratica legano gli H+ e li eliminano nelle urine).
L'escrezione di ammonio (che comporta, per quanto detto, un'eliminazione urinaria di H+) è stimolata dall'acidosi e dall'ipokaliemia e inibita dalle condizioni opposte.

## Le teorie della regolazione acido-base

### Secondo Henderson-Hasselbach
Si basa sulla legge di azione di massa all'equilibrio della CO2 e sul rapporto tra bicarbonato plasmatico e acidi forti: la quantità di acidi eliminati e quella di bicarbonati prodotti dai reni deve essere uguale alla produzione metabolica di protoni; le variazioni del pH saranno quindi conseguenza delle variazioni dei bicarbonati plasmatici o della paCO2.
Questa teoria ignora però la correlazione tra bicarbonati e paCO2, la presenza di sistemi tampone non volatili non bicarbonati e il ruolo degli acidi deboli (fosfati e albumina).

### Secondo Sigaard-Andersen: l'eccesso di basi
Il BE (eccesso di basi) è la quantità di acidi o basi forti necessaria a riportare a 7,40 il pH del sangue ossigenato, alla temperatura di 37 °C con pCO2 di 40 mmHg. Se il pH è 7,40 in tali condizioni, il BE è zero; questo concetto si svincola quindi dalle variazioni della paCO2.
La BE resta comunque una misura teorica che non tiene conto della continuità tra sangue e interstizio, portando quindi generalmente a una sovrastima della BE. Per evitare questo problema si ricorre al "BE standard" (SBE), che considera una concentrazione di emoglobina di 5 g/dL, pari a quella che avrebbe se fosse distribuita nello stesso volume teorico del bicarbonato.
In ogni caso il BE non distingue tra acidi deboli e acidi forti.

### Secondo Stewart: lastrong ion difference
La teoria di Stewart è basata sulla ripartizione delle cariche elettriche e tiene conto di tutti i cationi e anioni, forti e deboli. È particolarmente utile in caso di ipoalbuminemia e ipernatriemia, che causano alcalosi metabolica.
Le variazioni del pH plasmatico dipendono dal grado di dissociazione dell'acqua, secondo tre principi:
- il principio di elettroneutralità;
- il principio di conservazione della massa;
- equilibrio di dissociazione elettrochimica.

Il pH dipenderà quindi da tre variabili indipendenti tra loro:
- la differenza di cariche tra tutti i cationi forti e gli anioni forti, chiamata strong ion difference (SID): costituita dalla differenza tra i principali ioni donatori di protoni (Na+, K+, Ca++, Mg++) e i principali accettori di protoni (Cl-, solfato, lattato); il valore normale è 40 ± 2 mEq/L.[1]
- la paCO2, che è un sistema aperto: è determinata dal rapporto tra produzione metabolica di CO2 e la quota eliminata dalla respirazione.[1]
- la massa totale degli acidi deboli non volatili (Atot): essa non è influenzata dal pH; la componente più rilevante è l'albumina, che in vivo si comporta come debole donatrice di protoni.[1]

Con questa teoria, il pH e i bicarbonati sono quindi variabili dipendenti dalle modificazioni delle tre variabili indipendenti; gli ioni forti possono essere prodotti o eliminati, ma gli ioni deboli H+ e OH- sono generati o consumati in base alla dissociazione dell'acqua: un aumento di Cl- porta a un aumento di H+; un aumento di Na+ porta a un calo di H+.
Bisogna rilevare che considerare il bicarbonato una variabile unicamente dipendente dagli altri parametri contraddice i meccanismi omeostatici dell'organismo, che invece lo regolano finemente.

## Il gap anionico

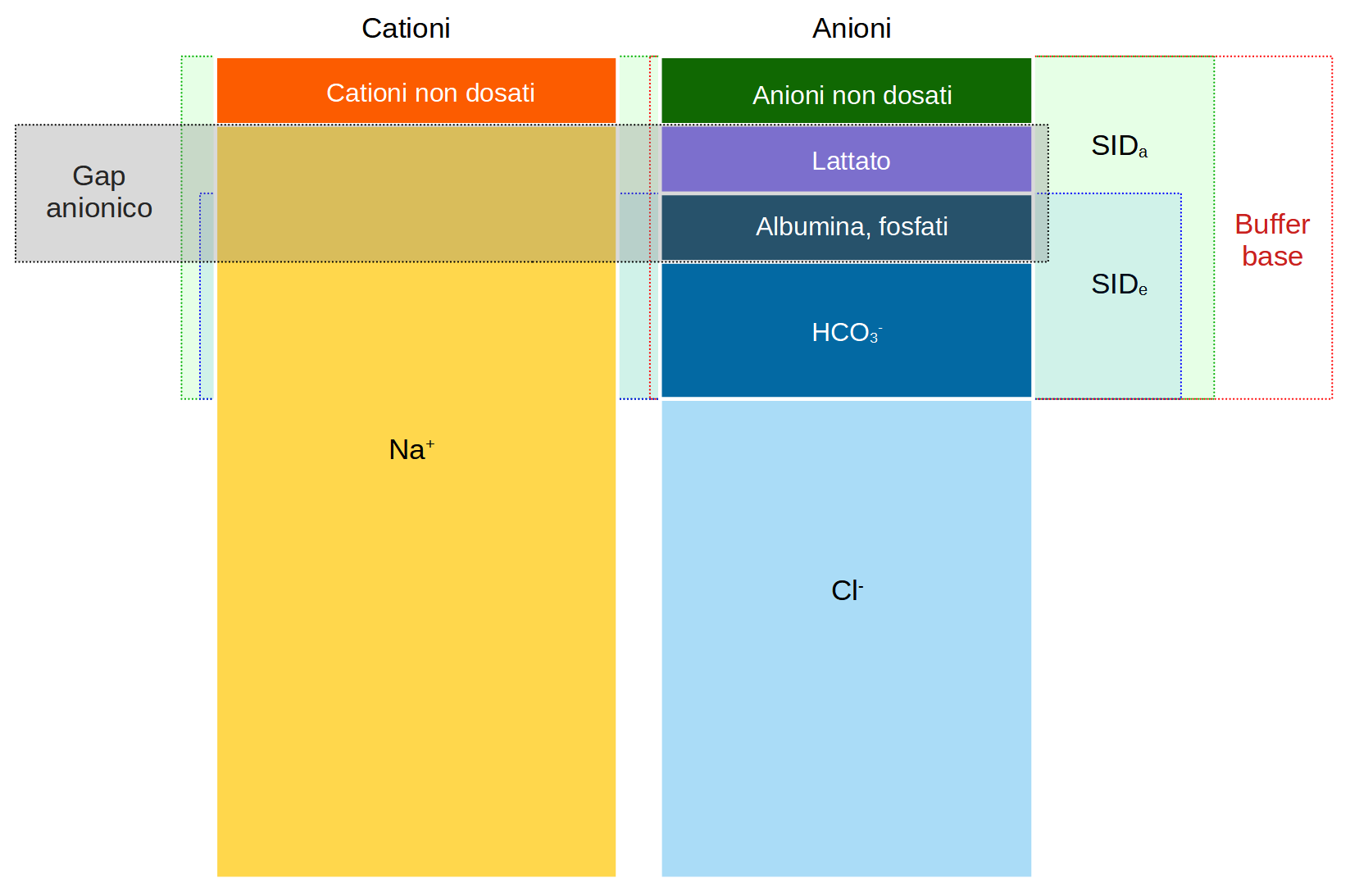
Ionogramma di Gamble: elettroneutralità, gap anionico, strong ion difference.e buffer base

Il gap anionico (GA) è un concetto basato sull'elettroneutralità del plasma: la somma delle cariche positive (cationi) deve essere uguale alla somma delle cariche negative (anioni).
È un concetto semplificato perché calcolando solo Na+, Cl- e HCO3- ignora tutti gli altri ioni che contribuiscono all'elettroneutralità, come calcio, magnesio, potassio, proteine (albumina, emoglobina), solfati, fosfati e altri acidi organici, pertanto il valore normale è positivo (12 ± 2 mEq/L).
{\displaystyle GA=[Na^{+}]-([Cl^{-}]+[HCO_{3}^{-}])}
Nell'approccio di Henderson-Hasselbach è utilizzato come marcatore differenziale nell'acidosi metabolica, distinguendo tra le acidosi a GA elevato (organiche) e quelle a GA normale (ipercloremiche o minerali).
L'ipoalbuminemia è la causa più frequente di riduzione del GA: una riduzione di 10 g/L di albumina fa calare il GA di 2,5 mEq/L. Con un'apposita formula è quindi possibile calcolare il "GA corretto" tenendo conto dell'ipoalbuminemia:
{\displaystyle GA_{corretto}=[Na^{+}]-([Cl^{-}]+[HCO_{3}^{-}])+2,5\cdot \Delta [Albumina]}
(dove Δ[Albumina] è la differenza tra il valore di albumina sierica normale e quello misurato nel paziente)

### Gap anionico,strong ion differenceebuffer base
La SID si differenzia dal GA perché essa include tra gli anioni non misurabili il bicarbonato (in quanto variabile dipendente), gli anioni degli acidi deboli non volatili e la lattatemia. Essa si può calcolare in vari modi: la "SID efficace" (SIDe) corrisponde alla somma solo del bicarbonato e dei due principali anioni plasmatici deboli: albumina e fosfato, mentre la "SID apparente" (SIDa) considera anche il sodio e principali cationi plasmatici (K+, Ca++, Mg++) e cloro e lattato (il principale anione organico).
Il concetto di base della SID è equivalente a quello del GA, attribuendo però maggior importanza alle variazioni della proteinemia. La correlazione tra GA e SID diventa evidente quando si considera che è bene utilizzare una formula di correzione del calcolo del GA in caso di ipoalbuminemia rilevante: l'albumina infatti, essendo tra i maggiori determinanti della concentrazione totale degli acidi deboli insieme a citrato e fosfato, è una variabile in grado di determinare il pH in maniera indipendente; essendo un acido, un'ipoalbuminemia significativa può ridurre la Atot e determinare un aumento del pH.
La SID è analoga anche al concetto di buffer base (BB), cioè la capacità tampone basica complessiva del sangue, la somma dei bicarbonati e dei tamponi non volatili (proteine, fosfati e altri anioni). La differenza è che la SID è una differenza tra cationi e anioni forti, mentre la BB è la somma degli anioni deboli.